# Suhagi
Suhagi è una suddivisione dell'India, classificata come census town, di 8.371 abitanti, situata nel distretto di Jabalpur, nello stato federato del Madhya Pradesh. In base al numero di abitanti la città rientra nella classe V (da 5.000 a 9.999 persone).

## Geografia fisica
La città è situata a 23° 14' 22 N e 79° 57' 56 E.

## Società

### Evoluzione demografica
Al censimento del 2001 la popolazione di Suhagi assommava a 8.371 persone, delle quali 4.450 maschi e 3.921 femmine. I bambini di età inferiore o uguale ai sei anni assommavano a 980, dei quali 521 maschi e 459 femmine. Infine, coloro che erano in grado di saper almeno leggere e scrivere erano 3.675, dei quali 2.745 maschi e 930 femmine.